# Assurnasirpal Ier

Aššur-nâṣir-apli Ier ou Aššur-nâṣir-pal Ier (dans des publications on trouve aussi : Assur-nasir-pal Ier) a régné comme roi d'Assyrie de 1050 av. J.-C. à 1031 av. J.-C. et était le fils de Šamši-Adad IV, le fondateur de la 7e dynastie assyrienne. Son nom signifie : Aššur protège son fils.
L'Assyrie supportait encore les séquelles des expansions militaires de Tiglat-Pileser Ier et, au début du règne était dans une situation difficile en raison de famines et d'attaques par des pays voisins. De surcroît des nomades s'infiltraient à travers les frontières depuis les régions occidentales. Nous n'avons que deux inscriptions sur les activités d'Aššur-nâṣir-pals.
Au cours des premières années de son règne, il semble avoir souffert d'une grave maladie, puisque dans sa prière à Ištar il lui demande la raison de son mauvais état de santé : Est-ce que je n'ai pas déjà relevé assez de temples détruits et d'idoles abattues ? Pour obtenir la faveur de la déesse Ištar, il fit dresser pour elle à Ninive un lit nuptial somptueux.
Par la suite ses affaires semblent avoir mieux évolué. La deuxième inscription contient un remerciement qui manque de précision et qui est adressé à Ištar pour le succès de ses actions. Sur ses campagnes et ses activités, il n'existe aucun texte en écriture cunéiforme.
Une seule inscription courte sur brique provient de son palais à Assur, qui se trouvait entre la façade sud-ouest de la ziggourat et le temple d’Anu et Adad. Des historiens lui attribuent quelquefois l'obélisque blanc, mais le plus souvent c’est à son homonyme plus tardif, Aššur-nasir-appli II , du fait que son contenu interne (chasse, campagnes militaires, etc.) correspond mieux à ce que nous connaissons de son règne. La Synchronistic Kinglist lui donne comme contrepartie babylonienne Kashshu-nadin-ahi (ca 1006-1004 BC), mais sans doute dans un but stylistique seulement car il semble qu’aucun contact entre les royaumes n’ait été enregistré au cours de cette période.
Il eut pour successeur son fils, Šalmanu-ašaredu II , qui le mentionne dans un de ses propres inscriptions et plus tard un autre fils, Ashur-rabi II (en) qui devait longtemps régner.

## Référence de traduction
- (de) Cet article est partiellement ou en totalité issu de l’article de Wikipédia en allemand intitulé « Assur-nasirpal I. » (voir la liste des auteurs).